# Genisphindus laevicollis
Genisphindus laevicollis es una especie de coleóptero de la familia Sphindidae.

## Distribución geográfica
Habita en Brasil.